# 科学アドベンチャーシリーズ
科学アドベンチャーシリーズ（かがくアドベンチャーシリーズ）は、5pb.（MAGES.）よりリリースされているアドベンチャーゲームのシリーズ。
コンセプトは「99%の科学と1%のファンタジー」。

## 概要
5pb.（MAGES.）とニトロプラスのコラボレーション企画。MAGES.代表取締役社長の志倉千代丸が企画・原作を手掛ける。
第1作『CHAOS;HEAD NOAH』は「妄想科学アドベンチャー」とされるが、これは「妄想を科学的に突き詰めていくアドベンチャーゲーム」という意味であり、この時点ではシリーズ化の構想はなかった。しかし、第2作『STEINS;GATE』の制作が決まったとき、内容に妄想が絡まないため、新たに「想定科学アドベンチャー」という呼称が作られ、結果的に「科学アドベンチャーゲーム」というシリーズ名も決まった。
物語の中に出てくる事象の表現は、科学的根拠に基づいたリアリティのあるものを目指している。
美少女キャラクターが多数登場する作品でありながら、恋愛要素を最大のセールスポイントとはしないことが特徴である。参考としているのは1980年代のPCアドベンチャーゲームであり、それを美少女ゲームに慣れたユーザー層向けにアレンジを加える方向性で制作している。
選択肢ではなく、作品ごとに設定された「トリガー」によって物語が分岐するのも特徴の1つである。1980年代のPCゲームそのままのキーボードによるコマンド入力方式ではユーザー受けしないため、ストーリー展開を妨げないギリギリの範囲でゲーム性を盛り込んだ結果としてトリガーシステムが考案された。
発売されている作品全てがテレビアニメ化されており、特に第3作『ROBOTICS;NOTES』はゲームと平行してアニメが制作されている。志倉千代丸は、科学アドベンチャーシリーズに限らずテキストアドベンチャーゲームというジャンルそのものがアニメと親和性が高いと述べている。なぜなら、アクションゲームのように双方向性や自由度が高いジャンルに比べ、アドベンチャーゲームは制作者の意図したとおりに物語を進行させられるという点でアニメに近いからである。アドベンチャーゲームだけで十分な収益を上げられる時代ではないので各作品のマルチメディア展開は当初から想定しており、最初のメディアをゲームにこだわる理由も無く、シリーズ新作が小説やテレビアニメから開始する可能性もあるという。
従来までの「テキスト形式のアドベンチャーゲーム」を進化させるためProduction I.G原作・制作の『やるドラ』シリーズのようにアニメーションを大々的に取り入れる案を検討。テレビアニメから素材流用する形で『ROBOTICS;NOTES ELITE』『STEINS;GATE ELITE』を制作した。
志倉は、自身が企画原案を務めた他のゲーム『Que 〜エンシェントリーフの妖精〜』や『アイテムゲッター 〜僕らの科学と魔法の関係〜』も、広義では科学アドベンチャーシリーズと言えるとしている。また、同じく志倉が原案を務め、類似したテーマを持つ『OCCULTIC;NINE』や『ANONYMOUS;CODE』は、当初ユーザーへの敷居の高さを出さない為に科学アドベンチャーシリーズとは定義付けされてはいなかったが、後に科学アドベンチャーシリーズとして扱うことに変更された。
2014年4月1日には円谷プロダクションとの協力による新企画『SPECIUM;BOYS』が発表されたが、これはエイプリルフールネタであり、その後に改めて本当の新企画『スペシウム少年』が発表された。

## 作品一覧
| 2008 | CHAOS;HEAD                         |
| 2009 | CHAOS;HEAD NOAH                    |
| 2009 | STEINS;GATE                        |
| 2010 | CHAOS;HEAD らぶChu☆Chu!            |
| 2011 | STEINS;GATE 比翼恋理のだーりん     |
| 2011 | STEINS;GATE 変移空間のオクテット   |
| 2012 | ROBOTICS;NOTES                     |
| 2013 | STEINS;GATE 線形拘束のフェノグラム |
| 2014 | ROBOTICS;NOTES ELITE               |
| 2014 | CHAOS;CHILD                        |
| 2015 | STEINS;GATE 0                      |
| 2016 |                                    |
| 2017 | CHAOS;CHILD らぶchu☆chu!!          |
| 2017 | OCCULTIC;NINE                      |
| 2018 | STEINS;GATE ELITE                  |
| 2018 | ファミコレADV シュタインズゲート   |
| 2019 | ROBOTICS;NOTES DaSH                |
| 2020 |                                    |
| 2021 |                                    |
| 2022 | ANONYMOUS;CODE                     |

### CHAOS;HEAD
シリーズ第1作。公式ジャンル名は妄想科学ノベル、妄想科学アドベンチャー。
|            | タイトル                | ジャンル    | 発売日         | 機種     |
| ---------- | ----------------------- | ----------- | -------------- | -------- |
| 本編       | CHAOS;HEAD              | 妄想科学NVL | 2008年4月25日  | Win      |
| 本編       | CHAOS;HEAD NOAH         | 妄想科学ADV | 2009年2月26日  | Xbox 360 |
| 本編       | CHAOS;HEAD NOAH         | 妄想科学ADV | 2010年6月24日  | PSP      |
| 本編       | CHAOS;HEAD NOAH         | 妄想科学ADV | 2010年11月18日 | iOS      |
| 本編       | CHAOS;HEAD NOAH         | 妄想科学ADV | 2012年1月24日  | Android  |
| 本編       | CHAOS;HEAD NOAH         | 妄想科学ADV | 2012年11月22日 | PS3      |
| 本編       | CHAOS;HEAD NOAH         | 妄想科学ADV | 2014年8月21日  | PS Vita  |
| 本編       | CHAOS;HEAD NOAH         | 妄想科学ADV | 2022年2月24日  | Switch   |
| 本編       | CHAOS;HEAD NOAH         | 妄想科学ADV | 2022年10月8日  | Steam    |
| スピンオフ | CHAOS;HEAD らぶChu☆Chu! | 妄想爆裂ADV | 2010年3月25日  | Xbox 360 |
| スピンオフ | CHAOS;HEAD らぶChu☆Chu! | 妄想爆裂ADV | 2011年1月27日  | PSP      |
| スピンオフ | CHAOS;HEAD らぶChu☆Chu! | 妄想爆裂ADV | 2012年11月22日 | PS3      |
| スピンオフ | CHAOS;HEAD らぶChu☆Chu! | 妄想爆裂ADV | 2014年8月21日  | PS Vita  |

### STEINS;GATE
シリーズ第2作。公式ジャンル名は想定科学アドベンチャー。
|            | タイトル                           | ジャンル              | 発売日         | 機種                 |
| ---------- | ---------------------------------- | --------------------- | -------------- | -------------------- |
| 本編       | STEINS;GATE                        | 想定科学ADV           | 2009年10月15日 | Xbox 360             |
| 本編       | STEINS;GATE                        | 想定科学ADV           | 2010年8月26日  | Win                  |
| 本編       | STEINS;GATE                        | 想定科学ADV           | 2011年6月23日  | PSP                  |
| 本編       | STEINS;GATE                        | 想定科学ADV           | 2011年8月25日  | iOS                  |
| 本編       | STEINS;GATE                        | 想定科学ADV           | 2012年5月24日  | PS3                  |
| 本編       | STEINS;GATE                        | 想定科学ADV           | 2013年3月14日  | PS Vita              |
| 本編       | STEINS;GATE                        | 想定科学ADV           | 2013年6月27日  | Android              |
| 本編       | STEINS;GATE                        | 想定科学ADV           | 2015年12月10日 | PS4                  |
| 本編       | STEINS;GATE                        | 想定科学ADV           | 2016年9月9日   | Steam                |
| 本編       | STEINS;GATE ELITE                  | フルアニADV           | 2018年9月20日  | PS4・PS Vita・Switch |
| 本編       | STEINS;GATE ELITE                  | フルアニADV           | 2019年2月20日  | Steam                |
| 本編       | STEINS;GATE ELITE                  | フルアニADV           | 2019年10月15日 | iOS                  |
| スピンオフ | STEINS;GATE 比翼恋理のだーりん     | 想定厨×2ADV           | 2011年6月16日  | Xbox 360             |
| スピンオフ | STEINS;GATE 比翼恋理のだーりん     | 想定厨×2ADV           | 2012年4月26日  | PSP                  |
| スピンオフ | STEINS;GATE 比翼恋理のだーりん     | 想定厨×2ADV           | 2012年5月24日  | PS3                  |
| スピンオフ | STEINS;GATE 比翼恋理のだーりん     | 想定厨×2ADV           | 2013年3月14日  | PS Vita              |
| スピンオフ | STEINS;GATE 比翼恋理のだーりん     | 想定厨×2ADV           | 2013年10月3日  | iOS                  |
| スピンオフ | STEINS;GATE 比翼恋理のだーりん     | 想定厨×2ADV           | 2019年3月20日  | Switch               |
| スピンオフ | STEINS;GATE 比翼恋理のだーりん     | 想定厨×2ADV           | 2019年12月11日 | Steam                |
| スピンオフ | STEINS;GATE 変移空間のオクテット   | 想定コマンド入力式ADV | 2011年10月28日 | Win                  |
| スピンオフ | STEINS;GATE 線形拘束のフェノグラム | 想定多元ADV           | 2013年4月25日  | Xbox 360・PS3        |
| スピンオフ | STEINS;GATE 線形拘束のフェノグラム | 想定多元ADV           | 2013年11月28日 | PS Vita              |
| スピンオフ | STEINS;GATE 線形拘束のフェノグラム | 想定多元ADV           | 2014年9月25日  | iOS                  |
| スピンオフ | STEINS;GATE 線形拘束のフェノグラム | 想定多元ADV           | 2018年9月20日  | PS4                  |
| スピンオフ | STEINS;GATE 線形拘束のフェノグラム | 想定多元ADV           | 2019年2月20日  | Steam                |
| スピンオフ | STEINS;GATE 線形拘束のフェノグラム | 想定多元ADV           | 2019年3月20日  | Switch               |
| スピンオフ | ファミコレADV シュタインズゲート   | ファミコレADV         | 2018年9月20日  | Switch               |
| 正統続編   | STEINS;GATE 0                      | 想定科学ADV           | 2015年12月10日 | PS3・PS4・PS Vita    |
| 正統続編   | STEINS;GATE 0                      | 想定科学ADV           | 2016年8月26日  | Win                  |
| 正統続編   | STEINS;GATE 0                      | 想定科学ADV           | 2017年2月22日  | Xbox One             |
| 正統続編   | STEINS;GATE 0                      | 想定科学ADV           | 2018年5月9日   | Steam                |
| 正統続編   | STEINS;GATE 0                      | 想定科学ADV           | 2019年3月20日  | Switch               |

### ROBOTICS;NOTES
シリーズ第3作。公式ジャンル名は拡張科学アドベンチャー。
|      | タイトル             | ジャンル               | 発売日         | 機種          |
| ---- | -------------------- | ---------------------- | -------------- | ------------- |
| 本編 | ROBOTICS;NOTES       | 拡張科学アドベンチャー | 2012年6月28日  | Xbox 360・PS3 |
| 本編 | ROBOTICS;NOTES ELITE | 拡張科学アドベンチャー | 2014年6月26日  | PS Vita       |
| 本編 | ROBOTICS;NOTES ELITE | 拡張科学アドベンチャー | 2019年1月31日  | PS4・Switch   |
| 本編 | ROBOTICS;NOTES ELITE | 拡張科学アドベンチャー | 2020年10月14日 | Steam         |
| 続編 | ROBOTICS;NOTES DaSH  | 拡張科学アドベンチャー | 2019年1月31日  | PS4・Switch   |
| 続編 | ROBOTICS;NOTES DaSH  | 拡張科学アドベンチャー | 2020年10月14日 | Steam         |

### CHAOS;CHILD
シリーズ第4作。公式ジャンル名は妄想科学アドベンチャー。
第1作『CHAOS;HEAD』の直系作品であり、6年後のストーリーが展開される。
|            | タイトル                  | ジャンル               | 発売日         | 機種              |
| ---------- | ------------------------- | ---------------------- | -------------- | ----------------- |
| 本編       | CHAOS;CHILD               | 妄想科学アドベンチャー | 2014年12月18日 | Xbox One          |
| 本編       | CHAOS;CHILD               | 妄想科学アドベンチャー | 2015年6月25日  | PS4・PS3・PS Vita |
| 本編       | CHAOS;CHILD               | 妄想科学アドベンチャー | 2016年4月28日  | Win               |
| 本編       | CHAOS;CHILD               | 妄想科学アドベンチャー | 2017年2月1日   | iOS               |
| 本編       | CHAOS;CHILD               | 妄想科学アドベンチャー | 2017年5月28日  | Android           |
| 本編       | CHAOS;CHILD               | 妄想科学アドベンチャー | 2019年1月23日  | Steam             |
| 本編       | CHAOS;CHILD               | 妄想科学アドベンチャー | 2022年2月24日  | Switch            |
| スピンオフ | CHAOS;CHILD らぶchu☆chu!! | 妄想科学アドベンチャー | 2017年3月30日  | PS4・PS Vita      |

### その他の作品
| タイトル       | ジャンル               | 発売日        | 機種                   |
| -------------- | ---------------------- | ------------- | ---------------------- |
| OCCULTIC;NINE  | 超常科学アドベンチャー | 2017年11月9日 | PS4・PS Vita・Xbox One |
| ANONYMOUS;CODE | メタ科学アドベンチャー | 2022年7月28日 | Switch・PS4            |
| ANONYMOUS;CODE | メタ科学アドベンチャー | 2023年9月9日  | Steam                  |

## インターネット番組
2017年11月23日から、ニコニコ生放送で「関智一・今井麻美のオトナの科学ラジオ」（別名：オトナの科学ラジオ）の配信を開始。科学アドベンチャーシリーズの紹介を中心にトークを繰り拡げる。
MCは、『STEINS;GATE』シリーズに出演した関智一、今井麻美。
2018年9月24日に配信された11回では、『ROBOTICS;NOTES DaSH』に関連して、姉妹番組「オトナの科学ラジオ DaSH」の開始が発表された。MCは木村良平と南條愛乃が担当する。
公式生放送のみの体制だったが、後にニコニコチャンネルを開設。公式生放送後は、会員向けの限定生放送を実施している。
ゲスト
第20回 - Zwei
第21回 - 花澤香菜

## 関連商品

### ドラマCD
科学アドベンチャーシリーズ スペシャルドラマCD 怱卒連鎖のトリプティック（2013年11月27日）
収録内容
1. 真夏の昼のカプリス（from ROBOTICS;NOTES）
  - 出演：八汐海翔（木村良平）、日高昴（細谷佳正）、神代フラウ（名塚佳織）、大徳淳和（徳井青空）
2. 偶像槐夢のステージ（from STEINS;GATE）
  - 出演：岡部倫太郎（宮野真守）、橋田至（関智一）、牧瀬紅莉栖（今井麻美）、漆原るか（小林ゆう）
3. enigmatic ward（from CHAOS;HEAD）
  - 出演：西條拓巳（吉野裕行）、咲畑梨深（喜多村英梨）、西條七海（宮崎羽衣）、星来オルジェル（友永朱音）